# 台湾岩螺
台湾岩螺（学名：Mancinella bufo），是新腹足目骨螺科丝岩螺属的一种。主要分布于马来西亚、台湾，常栖息在浅海珊瑚礁、岩石底。